# Yves Lacoste
Cet article possède un paronyme, voir Jean-Yves Lacoste.
Pour les articles homonymes, voir Lacoste.
Yves Lacoste est un géographe et géopolitologue français né le 7 septembre 1929 à Fès au Maroc.
Il est professeur émérite de géopolitique à l’université Paris-VIII (Saint-Denis), et fondateur de l'Institut français de géopolitique (IFG).

## Biographie

### Années de formation
Après une jeunesse au Maroc (son père Jean, géologue est chargé de prospecter dans le désert après avoir collaboré avec Jean-Baptiste Charcot au Groenland) et sa mère bibliothécaire, Yves Lacoste fait ses études en France (lycée Lakanal puis Institut de géographie). Il est titulaire de l'agrégation de géographie (premier, 1952), enseignant comme stagiaire d'agrégation au lycée Marcelin-Berthelot. Il se rend en Afrique du Nord au début des années 1950 avec celle qui devient sa femme, l'ethnologue Camille Lacoste-Dujardin spécialiste des Berbères pour enseigner au lycée Bugeaud d'Alger entre 1952 et 1955. Il contribue alors à la lutte pour l'indépendance algérienne. Membre du Parti communiste français jusqu'en 1956, il est en relation avec les milieux anti-colonialistes algériens. Sous la direction de Jean Dresch, géographe marxiste et anticolonialiste dont il partage les idées, il rédige en Algérie sa thèse d'État.

### Carrière universitaire
Après avoir obtenu son diplôme d'études supérieures sur la géomorphologie de la plaine du Rharb au Maroc, Lacoste est reçu à l'agrégation de géographie en 1952. Il commence sa carrière d'enseignant au lycée Bugeaud à Alger. Membre du Parti communiste français et du Parti communiste algérien, il s'engage activement dans les luttes anticolonialistes.
De retour en France en 1955, contraint de rentrer en France par le proviseur du lycée Bugeaud, Lacoste quitte le PCF en désaccord avec sa politique en Algérie. Il devient alors membre du bureau exécutif du Comité pour l'indépendance de l'Europe. Parallèlement à son activité politique, il poursuit ses recherches en géographie, notamment sur le sous-développement et l'histoire du Maghreb et enseigne à l'université, durant une période où la question politique, primordiale, entraîne une effervescence au sein des sciences sociales. 
Dès 1968, il enseigne à l’université Paris-VIII (université de Vincennes), où il crée la revue Hérodote (qu'édite à ses débuts François Maspero). 
En 1969, il rejoint le centre universitaire expérimental de Vincennes. 
Provocateur et anticonformiste, il publie en 1976 La Géographie, ça sert, d'abord, à faire la guerre, « un titre choc pour un livre destiné à sortir la géographie de sa situation de simple matière scolaire ».
En 1979, il obtient son doctorat d'État avec une thèse intitulée "Unité et diversité du Tiers-Monde".
En 1989, il fonde le centre de recherche et d’analyse de géopolitique qui est devenu l'Institut français de géopolitique sous la direction de Béatrice Giblin. Il dirige par ailleurs le séminaire méthode d’analyse et représentations géopolitiques.
En 1995, il est invité à présenter sa discipline dans l'émission Inventer demain diffusée sur La Cinquième. À Paris où il enseigne, il dirige la formation doctorale au CRAG (Centre de Recherche et d'Analyse Géopolitique), institut qu'il a également fondé, aujourd'hui dirigé par Philippe Subra. Il est membre, par ailleurs, du comité scientifique des revues Nordiques et Géo-économie.
Reconnu internationalement, il reçoit le prix Vautrin-Lud en 2000 pour sa contribution à la géographie.

## Vision de la géographie etœuvre

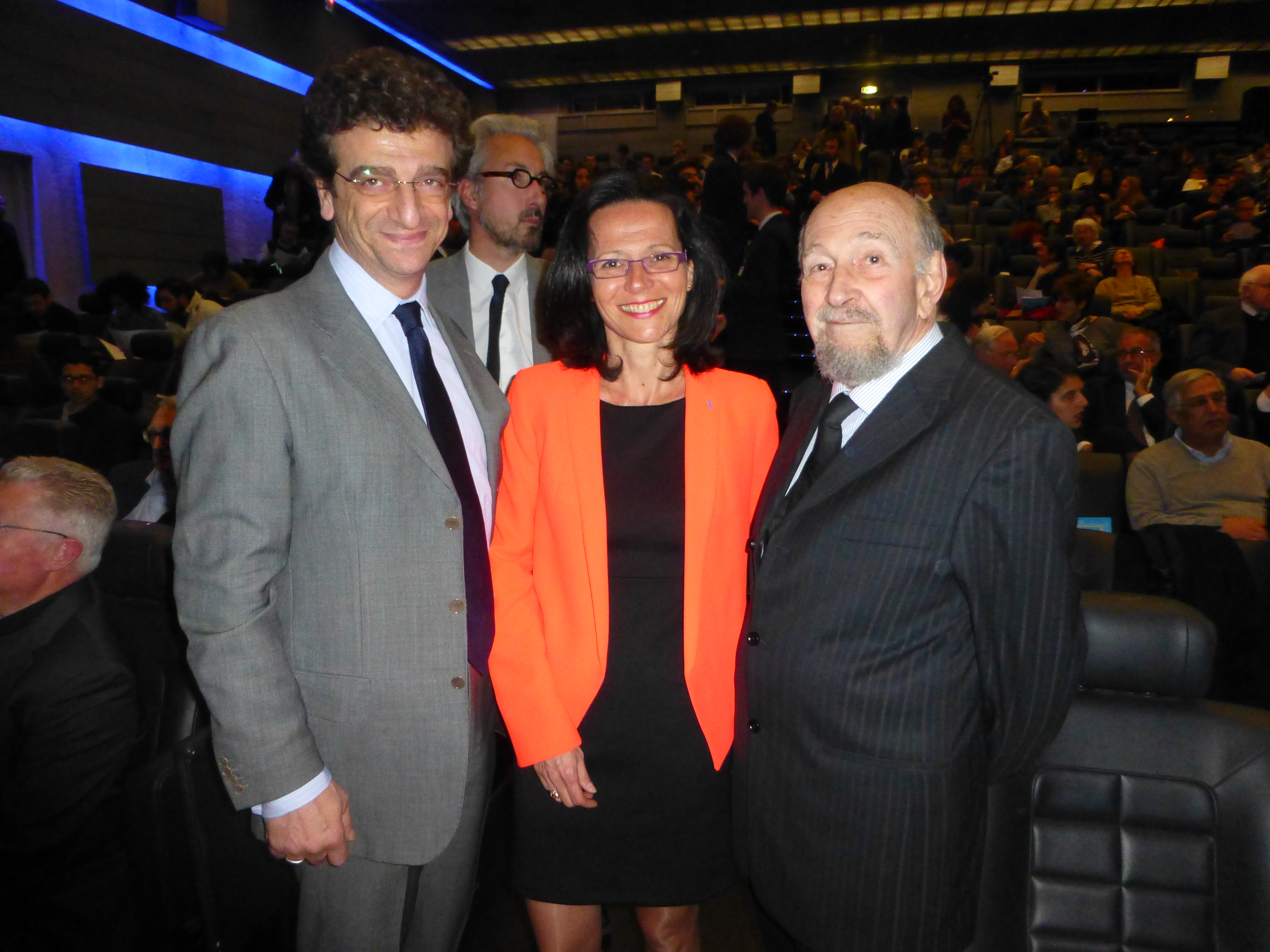
De gauche à droite : Giuseppe Bettoni, Frederick Douzet et Yves Lacoste. Pour le 40e anniversaire de la revue Hérodote à l'Institut du monde arabe à Paris.

### Géographie de terrain
La guerre du Viêt Nam constitue un épisode important de la carrière d'Yves Lacoste. Il effectue une enquête renommée, sur les bombardements des digues du fleuve Rouge. Sur les recommandations de Jean Dresch il publie le 8 juin 1972 un article dans Le Monde à ce sujet. Pascal Lorot affirme que c'est en premier lieu « en tant que géographe […] (et) indépendamment de (son) engagement anti-impérialiste » que Lacoste publie cet article. Il attise la curiosité des autorités du Viêt Nam, qui, pour en apprendre davantage sur les attaques américaines, l'invitent précipitamment, par l'intermédiaire de Moscou et du KGB à venir sur le terrain. Il analyse de façon géographique la stratégie américaine : « bombarder les rives concaves des méandres, dans la partie moyenne du delta, là où se trouve le plus grand nombre de villages, et attaquer la base des digues afin de les fragiliser sans les détruire directement » (permettant de faire passer l’attaque pour une catastrophe naturelle). Il est remercié par le premier ministre vietnamien en personne. Le retentissement de cette enquête est remarquable dans la presse internationale et dans les milieux diplomatiques, ce qui entraîna l'arrêt des bombardements sur les digues.
Ceci a permis à Lacoste d’acquérir une notoriété mondiale et a manifestement modifié sa conception de la géographie ; il signale : « cette enquête a été capitale, j’y ai mis en œuvre de façon systématique ma méthode d’analyse géographique, puis bientôt géopolitique […] (ainsi) dès 1970, il oriente résolument ses analyses géographiques vers l’étude des stratégies politiques pour la conquête ou le contrôle d’un territoire ».
Il entreprit, par la suite, une enquête similaire à Cuba où il fut invité en 1973 afin d'analyser l'action des guérillas de Fidel Castro selon une méthode d'analyse, ici encore, géographique, et ce, dans la Sierra Maestra. Dans ses conclusions publiées en 1977, il mentionne que Castro avait l'intention initiale de longer la côte par l'Est et non de s'implanter dans la Sierra Maestra, mais que c'est là qu’il trouva le soutien inattendu de paysans, chassés des plaines. Il entend par ailleurs rappeler que Fidel Castro « a été soutenu par les Américains et les grands propriétaires jusqu'en 1961, notamment pour son arrivée au pouvoir […] analyse, peu courante, (qui) va effectivement à l'encontre de l'image classique du leader de gauche qui aurait lutté contre Fulgencio Batista, homme de paille des États-Unis et de la mafia. Il alerte contre l'illusion de ce qu'il qualifie de géographismes, « procédé qui tend à faire d'un territoire un sujet ou un acteur (ici la montagne), et prend pour preuve l'échec de la stratégie du foco, menée en Bolivie par Che Guevara ».

### La revueHérodote
Ses expériences de terrain l’amènent à fonder, en 1976, la revue Hérodote dans un premier temps sous-titrée Stratégies, géographies, idéologies puis revue de géographie et de géopolitique (ceci n’est en aucun cas un « virage idéologique, mais plutôt de ne pas laisser le champ libre à la revue Géopolitique ») , grâce à l’aide de son ami l’éditeur François Maspero, d'étudiants (de l'unité épistémologie de la géographie), ainsi que de certains de ses collaborateurs comme Jean Dresch ou Jean Tricart. Le titre Hérodote fait référence au savant grec qui étudia les rapports entre Perses et Grecs avec un esprit d’observation géographique au Ve siècle av. J.-C. L'engagement de gauche de l’auteur se ressent dans cette revue mais de façon moins marquée que lorsqu'il militait durant la guerre d'Algérie. Lacoste effectue puis publie des recherches en France, comme dans le village de Fayence, et sur les grandes aires géographiques de notre planète (aires islamiques, Mitteleuropa, sous-continent indien, Balkans, Asie du Sud-Est, URSS/CEI mais aussi les océans).
Dans les premiers temps, Hérodote est boudée par les géographes universitaires français, qu'elle choque, agace et irrite ; lors de la sortie d’Hérodote, personne ne qualifie l'ouvrage de géopolitique, pas même son auteur. Cette revue a pour objectif de « démontrer l’importance politique et stratégique d’une discipline jugée fastidieuse et cataloguée comme scolaire ». L’objectif était d’esquisser un réquisitoire contre la géographie, « en posant les questions fondamentales, quant à ses fonctions politiques […] (et de) faire prendre conscience des véritables enjeux de la géographie ».

### La géographie, ça sert, d'abord, à faire la guerre
En 1976, inspiré une fois encore par son séjour au Viêt Nam, il publie La géographie, ça sert, d'abord, à faire la guerre, petit livre bleu qui connut un vif succès. Au fil de cette publication il s’efforce « de réintroduire l'étude de la géopolitique en France, en la débarrassant notamment de son injuste image de « science nazie », en référence aux travaux de Karl Haushofer, affirmant que la dimension politique présente chez Elisée Reclus a été éludée par Paul Vidal de la Blache ainsi que par ses successeurs ».
Il affirme que le savoir géographique peut servir à un État pour faire la guerre et distingue trois géographies : la « scolaire et universitaire » (celle des professeurs), la « géographie spectacle » et celle comme « instrument de pouvoir » (celle des états-majors), les deux premières dissimulant la dernière (théorie remise en cause par une partie de la communauté des géographes mais « ayant le mérite d'avoir encouragé les géographes à s'intéresser aux problèmes épistémologiques de leur discipline ainsi que de relancer une "géographie active" qui s'engage dans l'organisation de l'espace ») ; révélant ici « une opposition feutrée entre "géographie classique" et "new geography" », la première se révélant selon ses dires « un discours idéologique dont les fonctions inconscientes sont de masquer l’importance stratégique des raisonnements qui portent sur l’espace alors que celle des états-majors, ignorée alors du plus grand nombre, a été pratiquée durant des siècles par les militaires, fonctionnaires ou hommes politiques, dépositaires d’un savoir stratégique lié à l’espace […] adressant des critiques à la géographie classique mais aussi aux nouvelles méthodes et objectifs prônés par des géographes de l’époque […] le réel problème de la géographie "des professeurs" étant qu’elle a occulté les véritables enjeux de pouvoir inscrits dans l’espace ».
Lacoste affirme dans cet ouvrage que « les aspects physiques et humains se chevauchent constamment, si bien que la géographie en vient à devenir la science qui examine la dimension spatiale de tous les phénomènes […] affirmant que cette porosité confère un statut très hétérogène à la géographie d'aujourd'hui […] et se demandant si le rejet de la géopolitique n’est pas dû au simple fait que son époque est profondément irénique ». Il déclare que « si l'homme, le souverain, fait dessiner des cartes par des géographes depuis 3 000 ans, c’est car la géographie, au départ, sert à dresser des cartes qui sont autant de "représentations opératoires". Mais celui qui a besoin de "représentations opératoires" et s'en sert, spécule aussi sur la modalité éventuelle future que prendra la volonté de son adversaire (spéculations subjectives et parfois irrationnelles). Pour lui, la géographie devient ainsi un savoir qui a une pertinence politique et qui est destiné à l'action et implique qu'il y ait un État ».
Lacoste est l'un des rares auteurs francophones, avec son contemporain Paul Claval à s'intéresser aux approches politiques en géographie. Certains chercheurs estiment que l'on doit davantage la géopolitique à Thibaut Viné. Pour Yves Lacoste, la géopolitique n'est pas une science « ayant vocation à établir des lois mais un savoir scientifique qui combine des outils de connaissance produits par diverses sciences (sciences de matière, sciences du vivant, sciences humaines) en fonction de préoccupations stratégiques ».
Lacoste ne définit pas dans le livre la formule « faire la guerre ». Si la géographie est un savoir stratégique, c'est aussi parce qu'il ne sert pas uniquement aux militaires dans la conduite de leurs opérations, mais aussi au politique, compris dans la continuité complexe avec le militaire. D'où ambivalence de la notion de « guerre ». D'un côté on doit y voir la violence de la guerre menée par les États majors, de l'autre, celle, plus subtile, du contrôle territorial, de l'urbanisme.

### Critique de la géographie des professeurs
Lacoste regrette la prégnance de la "monomanie". Selon lui, « la plupart des géographes veulent édicter des lois et des normes, ce qui, en bout de course, s'avère impossible dans une science aussi hétérogène que la géographie. Les lois, les constantes, se chevauchent et s'imbriquent sans cesse, sont soumises aux mutations perpétuelles d'un monde toujours en effervescence ». Il prétend que contrairement à l’école allemande dont fait partie Karl Haushofer (dont il admire l'aptitude à dessiner des cartes suggestives claires), la géopolitique française est « trop timide et trop introvertie ». Les quelques géographes ayant osé s'engager, tels Paul Vidal de la Blache (il fait référence ici uniquement à son dernier ouvrage La France de l’Est concernant l'Alsace-Lorraine, éminemment géopolitique selon lui, qu'il exhuma en y consacrant un article en 1979 dans Hérodote "A bas Vidal… Viva Vidal ! ", et ce bien qu'il fustige le reste de son œuvre) dont l'œuvre était reconnue comme scientifique et légitime par ses pairs ou encore Jean Brunhes géopolitologue helvétique, auteur de Géographie de l’histoire, de la paix et de la guerre ont été boycottés car jugés trop audacieux et engagés.
Pour Lacoste, les géographes allemands ont davantage marqué la pédagogie populaire. Il affirme que la résurgence des thématiques géopolitiques sur la scène française apparait en 1978 simultanément au conflit entre Viêt Nam et Cambodge. Lacoste crée une discipline universitaire nouvelle « en faisant table rase de la "géopolitique à l’allemande" […] (celle instiguée par) Friedrich Ratzel fondateur de l’Anthropogeographie qu'il qualifie de Geopolitik (et qui) sera suivi par Rudolf Kjellén qui continuera de forger ce terme jusqu’à son utilisation par Haushofer ». L'antagonisme souligné par Pascal Lorot entre "géopolitique à la française" et "géopolitique allemande" a le mérite de faire mettre en exergue « l’apport singulier et primordial d’Yves Lacoste, mais reste schématique » (la distinction proposée plus récemment par Frédéric Lasserre et Emmanuel Gonon entre école étatiste, école géographique, école matérialiste, semble mieux fournie). La première de ces écoles, celle d’Yves Lacoste, qui entend redonner toute sa place « au raisonnement géographique et historique complexe », et la seconde, celle de Friedrich Ratzel, s’étant « dévoyée par son déterminisme géographique en servant les conquêtes des nazis  […] (et) critiqué au début du XXe siècle par les tenants de l’école française de géographie, notamment par le plus illustre d’entre eux, Paul Vidal de La Blache, puis par ses disciples dont Emmanuel de Martonne, la géopolitique et plus généralement la dimension politique, furent bannies de toute analyse géographique en France et ce, particulièrement après la seconde guerre mondiale »
L’ école française de géopolitique a pour fondements le CRAG (centre de recherche et d’analyse en géopolitique), créé en 1989, de la revue Hérodote, ainsi que de l'IFG (Institut français de géopolitique) localisé à l’université de Paris VIII depuis 2002 (fondés, tous trois, sous l’influence d'Yves Lacoste). Selon lui, il n’était pas question « de créer une nouvelle discipline, ni de faire de la géographie une science de l’espace […] le véritable risque (étant) la construction de lois de l’espace, d’autant plus dangereuses lorsqu’il s’agit de géopolitique, comme l’atteste son utilisation par le nazisme […] C’est donc également pour ne pas laisser le monopole de la géopolitique « à tous ceux qui prétendaient l’ériger au rang de science nouvelle avec ses soi-disant lois propres » qu’il décida de modifier le nom de la revue Hérodote en 1982 »
Lacoste souligne les dangers d’une géopolitique « conçue comme une science stricto-sensu, c’est-à-dire obéissant à des lois, et en même temps, impose l'idée qu'elle était d’abord un savoir scientifique, au même titre que l’histoire ou la géographie, c’est-à-dire une démarche rigoureuse, disposant d'un arsenal théorique et d'outils conceptuels efficaces comme le raisonnement diatopique ou les représentations ».

### Épistémologie géographique
Dans son Dictionnaire de la géographie, Lacoste souligne que, particulièrement à la suite de la Seconde Guerre mondiale, émerge un « débat épistémologique, afin de déterminer quels critères différenciaient fondamentalement la géographie et la géopolitique. La première affirmation dans la corporation des géographes universitaires a été de dire que seule la géographie était “scientifique” ; la géopolitique, dans cette optique, n'était pas scientifique parce qu'elle était spéculative, stratégique donc subjective, visionnaire donc irrationnelle ». Mais cette assertion de la scientificité de la géographie soulève son lot d’incertitudes « plusieurs dimensions de la géographie ne sont pas encore définitivement fixées ou n'ont jamais pu être enfermées dans un cadre délimité ; les facteurs humains jouent en géographie politique un rôle considérable ; ces facteurs qui influent sur la géographie possèdent nécessairement une dimension stratégique, tournée vers l'action, mue par des mobiles irrationnels (gloire, vengeance, désir de conversion religieuse, avidité matérielle, etc.) ; les géographes, même ceux qui se montrent hostiles à la géopolitique, sont contraints d'opérer une distinction entre géographie physique et géographie humaine/politique, prouvant ainsi que l'hétérogénéité de la géographie entraîne la nécessité d'une approche plurilogique dans l'appréhension des faits géographiques ; la géographie humaine/politique est donc une science de la terre, telle qu'elle a été transformée et marquée par l'homme en tant que zoon politikon. Celle-ci ouvre la voie à la géopolitique proprement dite en révélant ses propres dimensions stratégiques. Les frontières entre la géographie et la géopolitique sont donc poreuses »  Lacoste entend par géopolitique « l’ensemble des rivalités de pouvoirs sur des territoires, de petite comme de grande dimension, qui mettent en jeu des acteurs aux représentations contradictoires […] la boîte à outils du raisonnement géopolitique », car, pour lui, il n’y a « pas de géopolitique sans géographie ».

### Sa conception de l’espace
Pour Yves Lacoste, tout raisonnement géopolitique nécessite en premier lieu « un raisonnement géographique […] (qu’il) appelle diatopique, c’est-à-dire, à différents niveaux d’analyse (terme qu’il préfère à celui d’échelles géographiques) […] on peut ainsi construire une représentation de l’espace terrestre comme s’il était feuilleté , formé de plans superposés, ceux du dessus représentant des espaces bien plus vastes que ceux du dessous. Il l’a notamment développé de manière approfondie à l’aide d’utiles représentations cartographiques dans Géopolitique, la longue histoire d’aujourd’hui ». Stipulant par ailleurs, prendre en considération « les interactions entre ces différents niveaux d’analyse, les situations géopolitiques locales pouvant se répercuter au niveau planétaire ou inversement […] (et) à chaque plan d’observation, il convient de considérer la complexité de l’organisation géographique d’un territoire en analysant l’intersection de différents ensembles spatiaux (linguistiques, politiques, religieux, démographiques), dont la dimension géopolitique peut être très importante ». L'une des spécificités d'Yves Lacoste comme penseur de la géopolitique de considérer que « la géopolitique opère à tous les niveaux ». Il explique: « À petite échelle  [c'est-à-dire au niveau du diatope le plus vaste] , les États et les multinationales se disputent le contrôle des mers et des oléoducs… À grande échelle, les groupes rivaux se disputent l’accès à des portions de territoire. Il peut s’agir d’une cathédrale […] mais aussi d’une rue, voire d’un hall d’immeuble ».
Le concept de représentation est selon lui cardinal même s’il est couramment appréhendé de manière erronée et impropre. Selon Lacoste, chaque acteur « se fait sa propre représentation, plus ou moins subjective, du territoire, enjeu de rivalités de pouvoir. Au chercheur en géopolitique de la décrypter, en utilisant notamment le raisonnement historien et géographique, d’autant que les vrais raisonnements géopolitiques […] sont faits dans le secret par quelques-uns, avant que la guerre ou que la bataille n’éclate. La compréhension, puis la confrontation des arguments de chacun des adversaires est donc primordiale dans l’analyse d’un conflit »

### Contribution à la réhabilitation du géographe Élisée Reclus
Élisée Reclus, géographe anarchiste humaniste, a été frappé d’ostracisme par ses pairs qui le jugeaient trop engagé dans l’aventure de la Commune. Militant libertaire, il fut envoyé en exil à Bruxelles à l’université nouvelle qui, comme son nom l’indique, dispensait des méthodes nouvelles d’enseignement. Initialement, l’œuvre de Reclus ne connut aucun succès, jugée spéculative et non scientifique. Lacoste contribua à sa réhabilitation et de nos jours, Reclus jouit d’une renommée substantielle. Les livres de jeunesse de Reclus qui mettent en scène deux garçons alsaciens dénotent d’après les dires d’Yves Lacoste « que toute tentative visant à extirper la dimension stratégique-subjective dans l’étude de la géographie est une démarche non politique voire anti-politique ». L’engagement, le militantisme, caractérisant Élisée Reclus, revêt également une importance primordiale. Lacoste affirme qu’il s’agit là d’une régression épistémologique, et pour lui, les géographes « ont rétréci leur regard, leur propre concept de “géographicité” ». Selon Lacoste, l’immense Géographie Universelle de Reclus fit l’objet d’un véritable escamotage par les vidaliens. Il dirige par ailleurs la thèse de Béatrice Giblin sur Élisée Reclus en 1971.

### La «question postcoloniale»
Lacoste, très engagé sur le plan « social et socialiste » et très critique vis-à-vis de la politique coloniale et préfectorale française en Afrique du Nord (dont celle menée par le maréchal Lyautey) publia une étude sur ces derniers territoires, en 1957, qui reçut un accueil très mitigé
Lacoste estime que l’enjeu majeur de la nation française, de nos jours, est la "question post-coloniale" raison pour laquelle il publie en 2010 le livre La question postcoloniale : une analyse géopolitique afin de dévoiler le malaise social, culturel et politique des descendants d’immigrés d’ex colonies françaises, qui se sentent victimes de discrimination raciale. L’hostilité qu’ils manifestent envers la France s’est traduite par des émeutes des 1980 et particulièrement en 2005. Lacoste affirme à ce propos : « fils ou petits-fils d’immigrés, ils ne comprennent pas surtout pourquoi ils sont nés en France. […] Dans leurs représentations personnelles, ils sont nés dans le pays des colonisateurs et ils ont la nationalité des tortionnaires ». Lacoste s’interroge aussi quant à l’articulation entre nation, immigration et banlieues et traite la question postcoloniale par l’analyse géopolitique (préconisant que) la réflexion géopolitique, notamment celle de l’articulation de différents niveaux d’analyse spatiale, soit davantage menée par les citoyens, ce qui serait, selon lui, un moyen de conjurer nombre de périls ». Pour lui, « plutôt que de dénoncer l’immigration en général […] il importe de veiller à ce que les raisonnements géopolitiques portent sur des situations territoriales concrètes où se trouvent concentrés de nombreux immigrés et descendants d’immigrés ». Il souligne par ailleurs le fait que la « démarche géopolitique, fondée sur l’analyse historique, qu’elle soit générale ou locale, et la prise en compte des représentations, pourraient permettre de mieux comprendre le "vivre ensemble" et "d’y voir plus clair dans les discussions confuses à propos de la nation" ».
Pour lui, « admettre que les populations colonisées étaient dans la misère, c’était, dans une certaine mesure, reconnaître la faillite de cette fameuse mission civilisatrice, alibi idéologique de la colonisation ».
Lacoste rédige une « Géographie du sous-développement en 1965, instiguant une rupture radicale ; d’une géographie employée à justifier l’entreprise civilisatrice des anciennes métropoles on en vient à dénoncer le caractère prédateur de la colonisation. Débarrassé de tout préjugé suspect, le concept de développement fait alors son entrée dans les ouvrages scolaires au début des années 1970 ».

### Sa vision de l’identité nationale
À partir de 1998, Yves Lacoste ouvre le débat sur l'identité française avec l’ouvrage Une analyse géopolitique Vive la nation, destin d’une idée géopolitique. La nation est, selon lui, « par excellence une représentation géopolitique car elle s’appuie sur du territoire, sur un État et sur l’idée d’indépendance, ce qui implique des rivalités de pouvoir tant au plan interne que dans le cadre des relations internationales. » Soulignant par ailleurs que ce concept voit le jour durant la Révolution française « au nom de l’égalité entre les citoyens, puis de l’indépendance de la France et raconte que son itinéraire personnel et intellectuel lui fit « voir peut-être la France d’une façon particulière ». Il lie son enfance marocaine, sa vie pendant la guerre, ses attaches familiales, son amour pour la langue française, à sa profonde préoccupation de l’avenir de la nation française ». Il déplore le fait que le concept de nation soit accaparé par la droite nationaliste et que l'autre côté de l’échiquier politique délaisse ces thématiques. Il affirme à ce propos : « Je suis exaspéré par la façon systématique dont les intellectuels de gauche minimisent la portée des comportements anti-français en les accompagnants de discours qui dénigrent ou ridiculisent l’idée de la nation. Je crains que l’aggravation de la question post-coloniale en France n’entraîne une montée considérable de l’extrême droite dans les milieux populaires et son succès lors d’une consultation électorale décisive ». Dans l'ouvrage composé d'entretiens avec Pascal Lorot, Lacoste déclare qu’à son sens, « l’immigration ne devient un problème géopolitique qu’à partir du moment où il y a une rivalité de pouvoirs des territoires […] c’est ce qui se produit aujourd’hui en France, du fait de la concentration, dans les grands ensembles d’habitat collectif construits en banlieue, d’une grande partie des descendants d’immigrés algériens. ». Ceci illustre selon lui la « question postcoloniale », « illustrée par le malaise des jeunes issus de l’immigration qui se veulent français mais sifflent la Marseillaise lors de rencontre sportive exécrant une France coloniale et raciste […] (affirmant) que la gauche en posture de défenseur de l’opprimé est embarrassée face à ce malaise ». Selon les dires d'Yves Lacoste, cette question postcoloniale peut être résolue par « l’articulation de différents niveaux d’analyse spatiale car si le citoyen s’approprie une vision de géopolitique et considère après les grands ensembles comme un territoire, car les populations présentent des caractéristiques communes, l’immigration ne sera plus stigmatisée ».

### Réhabilitation de la cartographie
Lacoste suggère de réhabiliter la carte et rappelle que « “géographie” signifie étymologiquement “dessiner la terre”, autrement dit, dessiner des cartes. Or les cartes sont soit des cartes physiques (indiquant les fleuves, les montagnes, les lacs, les mers, etc.) soit des cartes politiques, indiquant les résultats finals de la “géographie politique” ». Les premières montrent les entités territoriales « telles qu'elles sont et non pas telles qu'elles sont devenues ou telles qu'elles devraient être […] n'indiquant ni l'évolution antérieure réelle du territoire ni l'évolution ultérieure potentielle, que voudrait éventuellement impulser une volonté politique […] (contrairement aux secondes) ». Les cartes politiques relèvent donc respectivement de la géographie et de la “géographie politique”, indiquant « les mouvements de l'histoire, les fluctuations passées, susceptibles de se répéter ». Il affirme ainsi que les géographes, « même s’ils prennent du plaisir à parler de pouvoir, refusent de se référer à la manière typiquement géographique de le voir : la carte ! ».

### «Démocratisation» de la géographie
Lacoste a toujours exprimé une volonté de répandre la « pédagogie populaire » dans le domaine de la géographie, à l’origine déjà de la revue Hérodote ; cette méthode permettait la divulgation de la géographique grâce à des pratiques didactiques telles que les cartes « suggestives ». Pour ce faire, il prend exemple sur les géographes prussiens tels que Ritter, Humboldt, Ratzel.
Dans l’ère post 1968, Lacoste devient très populaire auprès des étudiants (critiquant l’aspect ennuyeux et bonnasse de la vision académique). En 1986, il présente l’émission télévisuelle Apostrophes de Bernard Pivot. Lacoste est, par ailleurs, le géographe contemporain sans doute le plus célèbre parmi le grand public.

### Les critiques adressées par Lacoste aux autres géographes
De Roger Brunet, dont il ne conteste pas le travail de géographe, Lacoste critique, dès 1990, « sa conception mathématique et modélisante de la géographie », ses « schématisations structuralistes » telle la « banane bleue » (concept de dorsale européenne) et tout particulièrement ses « chorèmes ». Ces critiques sont  développées dans un numéro d’Hérodote qui leur est consacré. Il relève aussi que cet auteur a perçu de nombreuses subventions, entre autres pour publier une nouvelle « géographie universelle » en dix volumes et pour créer la maison de la géographie à Montpellier. Il lui en veut aussi pour son inclination à diffuser tous ces préceptes auprès de la DATAR. Un autre reproche que Lacoste adresse à Brunet est le fait que ses cartes obéissent uniquement aux lois de l'économie, « évacuant la topographie et l'impact du politique sur l'espace ». Ces querelles débutent avec la publication d’un article de Brunet, intitulé Géographie du Goulag, définissant ce dernier lieu comme « le produit du besoin de main d'œuvre de l'URSS et insistait sur la localisation surtout européenne des goulags » , ce que récuse formellement Yves Lacoste qui les interprète comme la simple volonté du gouvernement soviétique de mettre au monde un nouvel espace qui est la Sibérie.

## Critiques faites envers Lacoste
Le choix du nom d’Hérodote offusqua certains historiens et des géographes. Le premier numéro, intitulé Géographie de la crise, crise de la géographie, est banni de certains amphithéâtres et sera même brûlé par certains académiciens. Le journal communiste L’Humanité, trouvant que Lacoste contrevenait à l'idéologie marxiste n’a pas soutenu cette revue. Cependant, Lacoste reçut l’appui de géographes de renom comme Jean Dresch (directeur de l’union géographique internationale) ainsi que celui de philosophes comme François Châtelet. Il est critiqué car selon certains, « tout en couvrant le sujet, la revue ne fait pas référence nommément à la géopolitique avant 1982 avec le changement de son sous-titre pour Revue de géographie et de géopolitique». Dans les années 1980 Lacoste parvient à faire avaliser l'intérêt pour la géopolitique au sein des débats publics. Son adhésion, durant sa jeunesse, au PCF le dessert[réf. nécessaire] parfois, si bien qu’il est qualifié de gauchiste. Postérieurement à la seconde guerre mondiale, la géopolitique maintient un flou de manière plus ou moins volontaire autour de sa propre définition. De l'opinion de Marc Dumont, Maître de conférences en aménagement urbain, c'est dans son « in-explicitation sémantique que réside peut-être un des mécaniques les plus efficaces de ce type de discours : Friedrich Ratzel conserve un certain flou autour de la notion de Lebensraum  et Yves Lacoste, directeur de la revue Hérodote, n’apporte jamais de définition précise de cette discipline, la géopolitique, dont il se définit comme le chef de file, contemporain. C'est ce flou généalogique jamais surmonté quant à la définition même de la géopolitique qui a rendu celle-ci d'autant plus vulnérable et récupérable par toutes les formes de fascisme, un creux sémantique qui est parfois celui du vide pur et simple, parfois celui de la tautologie ».
Grand nombre de géographes[Qui ?] lui reprochent son approche essentiellement descriptive et empirique conceptualisant, à nouveau, la géopolitique sur le modèle de la  Political Geography anglo-saxonne.

### Les critiques de Claude Raffestin
Le différend opposant Claude Raffestin et Yves Lacoste s’amorce lorsque ce dernier fustige l’ouvrage de Raffestin Pour une géographie du pouvoir . La riposte de Raffestin ne se fait alors pas attendre affirmant avec virulence que « les tentatives de Lacoste sont plus proches du bord de l’échiquier politique, avec de récentes montées nationalistes et populistes ».
Claude Raffestin, professeur en géographie humaine à l'université de Genève soutient dans son ouvrage Géopolitique et Histoire (1995), que la géopolitique n’est qu’un « discours propagandiste inféodé à un pouvoir ». Il souligne l’inexistence d’une quelconque définition du terme géopolitique dans la publication Hérodote, de surcroit lorsqu’elle est ré-intitulée revue de géographie et de géopolitique dès 1982 et ajoute : « faute d'une indispensable réflexion sur l'objet et les méthodes de la géopolitique, Yves Lacoste a fini par se laisser prendre à son propre piège publicitaire. Au lieu de continuer à raisonner en géographe, il lui est arrivé de déraper vers les propos nationalistes souvent associés à la géopolitique » (pour sa part, le directeur d'Hérodote parle de patriotisme).
Concernant la tragédie yougoslave, Raffestin reproche à Lacoste d'avoir écrit que « la seule solution réaliste […] (est) celle du transfert de population d'une ville à l'autre, d'une région à une autre, de façon que chaque nationalité puisse disposer d'un territoire cohérent et économiquement viable » bien qu'en ayant lui-même, selon Raffestin « condamné les solutions que Staline apportait aux problèmes des nationalités ».
Le dernier paragraphe de l’ouvrage Géopolitique et Histoire résume parfaitement les critiques faites par Raffestin à la géopolitique de Lacoste : « Apparemment, personne n'échappe à la contamination de la géopolitique qui véhicule une barbarie nouvelle dont la guerre du Golfe a donné l'un des exemples les plus achevés[...] Présentée comme un jeu sur de grandes tables ou de grandes cartes à grand renfort de modèles réduits, la guerre a été apprivoisée pour que la société civile ne s'y oppose pas, davantage même, pour qu'elle y adhère et la regarde comme un spectacle nécessaire » Raffestin tente ainsi de démontrer que la géopolitique « n'est pas une science ni même un savoir scientifique », la géopolitique dont Lacoste est l’un des instigateurs n’est pour lui qu'une « superstructure idéologique légitimant le nationalisme et l'impérialisme de l'Allemagne du XXe siècle commençant ».
L'archiviste Dominique Roche reprend ces griefs et les accentue évoquant le « manque de rigueur » de la conception, nouvelle et globale de la géopolitique d'Yves Lacoste. Il l'accuse par ailleurs de s’octroyer fallacieusement les mérites de la création de la géographicité (l'équivalent géographique de l'historicité), alors que le terme fut mentionné en 1952 par Eric Dardel dans L'homme et la terre, mais aussi d’avoir commis de graves inexactitudes dans son article Ruanda ou Rwanda, inexactitudes qu'il assimile à de la « propagande raciste », n'hésitant pas à comparer Lacoste à d' « involontaires complices du génocide ». Selon Roche, Géopolitique et histoire souligne la prégnance des nationalismes, de la propagande et des « réhabilitations parfois inconscientes d'idéologies dangereuses », qui sont ouvertement développées par certaines revues et ouvrages géopolitiques qui foisonnent depuis 1980, faisant référence à Hérodote, mais aussi à fortiori aux revues Limes et Géopolitique. Pour Roche, « plus qu’il n’a tenté de redorer le blason de sa discipline (Lacoste a) plutôt surfé sur la vague de la géopolitique, de plus en plus à la mode […] réflexe de publicitaire plus que de scientifique […] ayant acquis sa notoriété, grâce aux coups qu'il a assénés à Vidal de La Blache, qui n'était plus là pour se défendre». Il déclare par ailleurs que son livre la géographie, ça sert, d'abord, à faire la guerre serait inexact, approximatif et mal informé. Il concède toutefois qu’Hérodote contribua à « sortir la géographie de son ghetto universitaire ».
L'analyse de Leslie Hepple, un professeur de géographie, est bien plus nuancée. Elle définit les ambitions initiales de Lacoste comme louables mais souligne le « manque sérieux de réflexion épistémologique qui a aveuglé la géographie française dans le sens où le sujet a été construit d’une façon étroite et émasculé, expliquant que le terme de géopolitique n’est rien d’autre qu’un choix stratégique reflétant le besoin d’occuper les champs lexicaux à un moment où d’autres forces réactionnaires étaient utilisées en France »

## Ripostes aux critiques envers Lacoste
Pour le géographe Leslie Hepple, le virage à droite de Lacoste que dénonce tant Claude Raffestin n’est qu’une réponse à l’hégémonie anglo-saxonne. Plutôt que de spécifier les critiques émises par Jacques Lévy et Claude Raffestin, Paul Claval décide de s’intéresser uniquement à la réponse de Lacoste dans laquelle il affirme qu’il est uniquement critiqué pour ne pas être orthodoxe marxiste, affirmant ainsi qu’il est le seul penseur ayant l’esprit ouvert, reconnaissant qu’avec le temps beaucoup de journalistes de droite considèrent que Lacoste a cassé ses liens avec la droite française. Écrivant par ailleurs que le regain d’intérêt pour la  géographie politique n’était pas limité aux géographes de droite, André-Louis Sanguin Paul Claval et Claude Raffestin le prouvent.
Pour le théoricien Robert Steuckers, Claude Raffestin, qui tire la conclusion que la géopolitique est « le “masque” du nationalisme, de l'impérialisme, du racisme », « anathémise » plus qu’il ne prouve quoi que ce soit. Selon lui, Raffestin ignore les renouvellements de la géopolitique, car son objectif est de la disqualifier à nouveau « en pratiquant la reductio ad Hitlerum ».
Lacoste admet avoir eu des liens avec des dirigeants politiques français, mais somme toute assez restreints, relativisant l’importance de son passage au PCF et affirme qu’il n’a plus adhéré à un quelconque parti politique après l’avoir quitté en 1957. À ses détracteurs qui le taxent de gauchiste, il répond craindre au contraire « d’accorder trop d’importance à la raison d’État, surtout quand il s’agit de l’intérêt de la nation ». « Lacoste a évité tant de critiques en affirmant qu’il était apolitique, de plus scientifique ; le raisonnement géographique le protège du péril du glissement idéologique (O Tuathail, Hepple). ».

## Hommages et distinctions

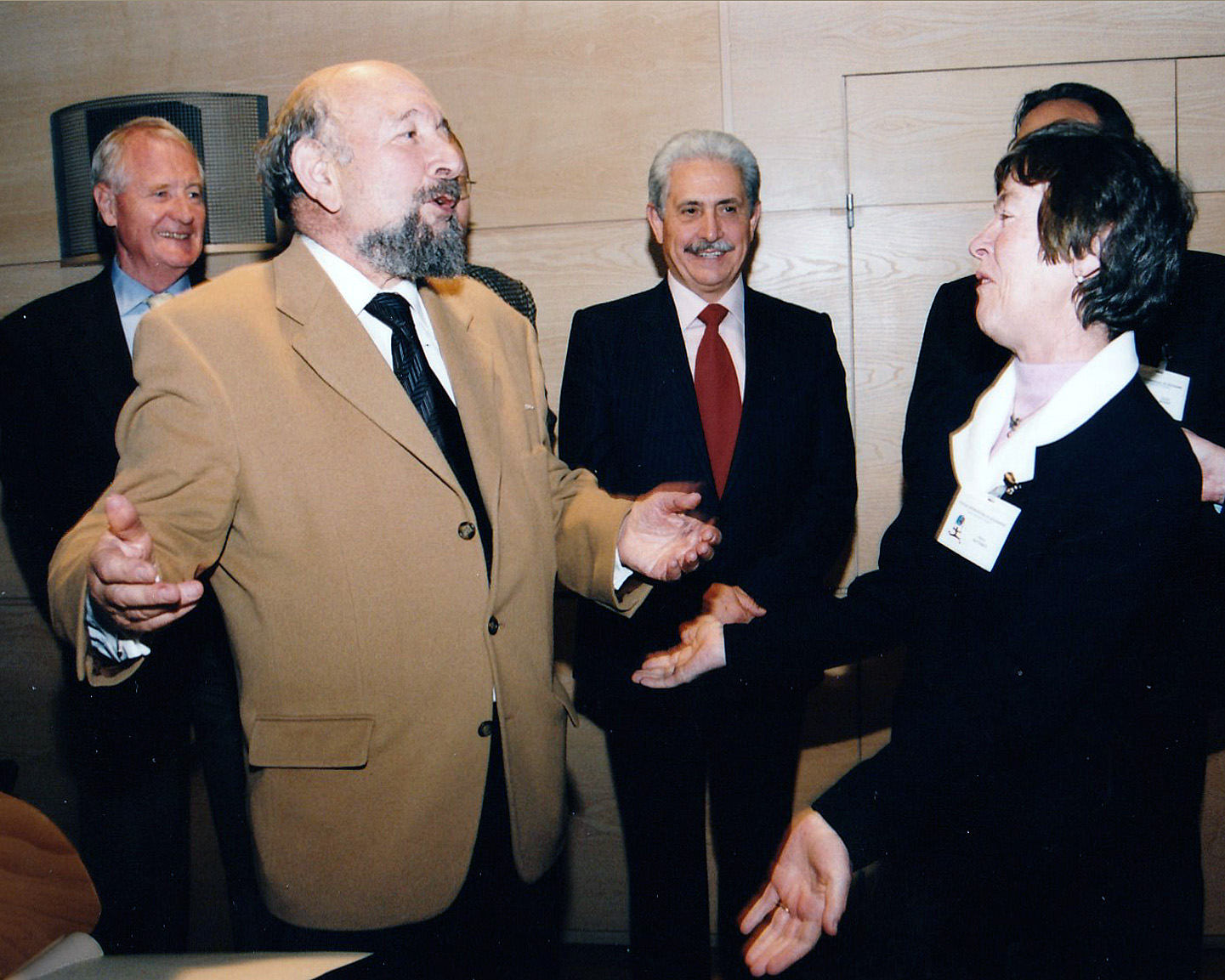
Yves Lacoste recevant le prix Vautrin-Lud à Saint-Dié-des-Vosges en 2000.

- Chevalier de la Légion d'honneur
- Lauréat du Prix Vautrin Lud en 2000 (festival international de géographie de Saint-Dié-des-Vosges).
- Grand prix de la Société de Géographie en 2014 avec Béatrice Giblin[24].

## Œuvres

### Ouvrages principaux
- 1959 : Les Pays sous-développés, Presses universitaires de France, coll. « Que sais-je ? »
- 1965 : Géographie du sous-développement, Presses universitaires de France
- 1965 : Ibn Khaldoun: naissance de l'histoire, passé du Tiers-Monde, éditions Maspero
- 1976 : La géographie, ça sert, d'abord, à faire la guerre, éditions Maspero,  (ISBN 2707108154)
- 1985 : Contre les anti-tiersmondistes et contre certains tiersmondistes, La Découverte
- 1986 : Yves Lacoste (sous la direction de), Géopolitiques des régions françaises, Fayard
  - vol 1 : La France septentrionale  (ISBN 9782213018522)
  - vol 2 : La Façade atlantique
  - vol 3 : La France du Sud-Est
- 1993 : Yves Lacoste (sous la direction de), Dictionnaire de géopolitique, Flammarion,  (ISBN 208035101X)
- 1994 : Yves Lacoste (sous la direction de), Dictionnaire géopolitique des États, Flammarion,  (ISBN 2080351044)
- 1996 : La Légende de la terre, Flammarion,  (ISBN 2080354469)
- 1998 : Vive la nation: destin d'une idée géopolitique, Fayard,  (ISBN 2213596131)
- 2001 : L'Eau des hommes, Cercle d'art,  (ISBN 270220628X)
- 2003 : L'Eau dans le monde : les batailles pour la vie, Larousse,  (ISBN 2035825784)
- 2003 : De la géopolitique aux paysages: dictionnaire de la géographie, Armand Collin,  (ISBN 2200265387)
- 2004 : Yves Lacoste et Camille Lacoste-Dujardin (sous la direction), Maghreb, peuple et civilisation, La Découverte,  (ISBN 2707144320)
- 2006 : Géopolitique: la longue histoire d'aujourd'hui, Larousse,  (ISBN 2035054214)
- 2006 : Géopolitique de la Méditerranée, Armand Collin,  (ISBN 2200268408)
- 2007 : Atlas géopolitique, Larousse,  (ISBN 978-2035887917)
- 2010 : La question post-coloniale : une analyse géopolitique[25], Fayard
- 2010 : La géopolitique et le géographe. Entretiens avec Pascal Lorot, Choiseul,  (ISBN 978-2-36159-001-7)
- 2012 : La géographie, ça sert, d'abord, à faire la guerre, nouvelle édition, La Découverte,  (ISBN 978-2-7071-7472-7)
- 2016 : Géopolitique de la nation France (avec Frédéric Encel), Presses universitaires de France,  (ISBN 978-2130749752)
- 2018 : Aventures d'un géographe, éditions des Équateurs,  (ISBN 978-2849905333)